# Baturaja Bungin
Baturaja Bungin is een bestuurslaag in het regentschap Ogan Komering Ulu van de provincie Zuid-Sumatra, Indonesië. Baturaja Bungin telt 3196 inwoners (volkstelling 2010).